# Aljubé
Aljubé es una pedanía española perteneciente al municipio de Tobarra (Albacete), situada a 5 km del municipio y a 50 km al sureste de la ciudad de Albacete, en la comunidad autónoma de Castilla-La Mancha.

## Demografía
Tenía una población de 181 habitantes en 2020 según las cifras oficiales del INE y, principalmente, sus vecinos se dedican a la agricultura y a la ganadería, destacando sobre todo el cultivo de la vid y la almendra. 
Sufrió una fuerte corriente emigratoria en la década de 1960, fundamentalmente hacia las provincias de Barcelona, Alicante y Valencia.

## Geografía e historia

### Orígenes
Fue fundada durante la dominación musulmana de la península ibérica, tras el año 711, en un lugar con frecuentes corrientes de agua. De hecho, Aljubé significa 'aljibe'. En las respuestas del concejo de Tobarra recogidas en las Relaciones topográficas de Felipe II, Aljubé aparece citado como caserío perteneciente a la notable familia de los Rodríguez de Vera.

### SiglosXIXyXX
La aldea de Aljubé, según los documentos parroquiales y del Registro Civil, estuvo ampliamente poblada en el siglo XVIII y el XIX. En 1834, la epidemia de cólera morbo que asoló la villa de Tobarra llegó hasta Aljubé, costando la vida a varios de sus habitantes.
Hasta la década de 1940, la propiedad del 90% de sus tierras perteneció a la familia Ladrón de Guevara, con blasón en el municipio. Uno de sus propietarios, Ginés Ladrón de Guevara López del Castillo, sería concejal del Ayuntamiento de Tobarra a principios del siglo XX.

### Geografía, flora y fauna
En sus cercanías se halla el lugar y caserío denominado Alborajico, en donde se encuentra una ermita mozárabe (eremitorio) enclavada en la roca del cerro llamado La Muela. Este caserío también perteneció a la familia Ladrón de Guevara y albergó a muchos vecinos de Aljubé que laboraban las tierras de su alrededor. 
Aljubé cuenta, además, en sus inmediaciones, con la Laguna de Alboraj, de origen cárstico, declarada como microrreserva por Decreto 182/2000, de 19 de diciembre. Su importancia reside en la flora, con una importante población de Helicantherrium polygonoides, especie en peligro de extinción.
Entre su fauna destacan aves y reptiles.
En sus inmediaciones se puede contemplar el paso de una de las ramificaciones principales del gasoducto procedente de Túnez a través de Cartagena y Murcia.

## Administración y política
La pedanía depende administrativamente del Ayuntamiento de Tobarra, el cual se encarga de sus servicios y de su ordenación. 
En la actualidad cuenta con bar-restaurante los fines de semana, servicio médico los lunes y jueves, servicio de farmacia lunes y jueves por la tarde, iglesia dependiente de la parroquia de san Roque de Tobarra y báscula para el peso de vehículos de tracción a motor. 
Además, Aljubé está regida administrativamente por un alcalde pedáneo, que es nombrado por decreto del Ayuntamiento de Tobarra a propuesta del partido político mayoritario en cada elección municipal.
- Alcaldes Pedáneos de Aljubé (2003-2014).

| Período   | Alcalde pedáneo              | Partido Político |  |
| --------- | ---------------------------- | ---------------- |  |
| 1987-1990 | Antonio José Córcoles Romero | PP               |  |
| 2003-2004 | Andrés Rubio Carretero       | PSOE             |  |
| 2004-2007 | Antonio Martínez Morcillo    | PP               |  |
| 2007-2008 | Andrés Rubio Peña            | PSOE             |  |
| 2008-2014 | Antonio Martínez             | PSOE             |  |

- Resultados Electorales Aljubé (2011).

| Partido político | 2011  | 2011  | 2011 |
| Partido político | %     | Votos |      |
| PSOE             | 45,03 | 86    |      |
| PP               | 41,88 | 80    |      |
| PCdT             | 12,57 | 24    |      |

## Fiestas
Su festividad se celebra el 15 de mayo, por ser San Isidro Labrador su patrón y Nuestra Señora de Fátima su patrona, tres días antes.
- Datos: Q5669096